# M
M (em, minuskuła: m) – trzynasta litera alfabetu łacińskiego i siedemnasta alfabetu polskiego. Oznacza zwykle w danym języku spółgłoskę wargową nosową, np. [m].
Nazwę tej litery w języku polskim wymawia się em.

## Inne reprezentacje litery M
| Sygnalizacja                            | Sygnalizacja       | Sygnalizacja | Język migowy | Język migowy | Język migowy | Alfabet Braille’a |
| flaga Międzynarodowego Kodu Sygnałowego | Alfabet semaforowy | Kod Morse’a  | francuski    | kanadyjski   | polski       | Alfabet Braille’a |
| --------------------------------------- | ------------------ | ------------ | ------------ | ------------ | ------------ | ----------------- |
|                                         |                    | Mⓘ           |              |              | i            |                   |